# Katechetische Blätter
Katechetische Blätter (Abkürzung: KatBl) ist eine deutschsprachige religionspädagogische Fachzeitschrift mit dem Untertitel Zeitschrift für Religiöses Lernen in Schule und Gemeinde. Sie behandelt pädagogische und theologische, religionspädagogische und katechetische Fragestellungen und entwickelt auf einem katholischen Hintergrund ein weit gefasstes Verständnis für religiöse Bildung.

## Geschichte
Die Zeitschrift wurde 1875 dank der Initiative des Würzburger Kaplans Franz Walk gegründet. Ab 1884 erschien sie im Verlag Kösel. Ab 1897 entstand eine enge Zusammenarbeit mit dem Münchner Katecheten-Verein und dem sich daraus ab 1921 entwickelnden Fachverband für religiöse Bildung und Erziehung, dem Deutschen Katecheten-Verein. 1900 wurde die Zeitschrift zur offiziellen Verbandszeitschrift. Sie entwickelte sich rasch zu einem wesentlichen Ausdrucksorgan der katechetischen Reformbewegung. 1950 wurde die vom BDKJ getragene Zeitschrift Der Jugendseelsorger in die Katechetischen Blätter integriert, mit eigenständiger Herausgeberschaft. Seit 2017 erscheint die Zeitschrift im Matthias-Grünewald-Verlag.
Die Katechetischen Blätter sind die älteste, bis auf eine Unterbrechung im Jahr 1945 kontinuierlich erscheinende Zeitschrift religiöser Bildung im deutschsprachigen Raum. Sie ist in vielen Fachbibliotheken vorhanden und wird inhaltlich sowohl im Index Theologicus geführt als auch durch das Comenius-Institut für das Fachportal Pädagogik ausgewertet.

## Zielsetzung
Die Zeitschrift gilt als unabhängiges Forum religionspädagogischer Diskussion, Entwicklung und Fortbildung und spiegelt wesentliche Entwicklungen in den Veränderungen der religiösen Bildung in Deutschland und im deutschsprachigen Raum wider, beispielsweise die Öffnung der katechetischen Praxis für Laien in den 1920er Jahren sowie die Veränderungen und Differenzierungen des Religionsunterrichts in der Folge der materialkerygmatischen Wende und des Zweiten Vatikanischen Konzils. Die Artikel bieten wissenschaftlich gegründete sowie speziell für die pädagogische, religionspädagogische, seelsorgliche und katechetische Arbeit entwickelte Inhalte und setzen Impulse für die Weiterentwicklung von Religionsunterricht, Jugendpastoral und Gemeindekatechese.
Schriftleiterin ist seit 2014 die Paderborner Theologin Rita Burrichter. Ihre Arbeit wird durch einen wissenschaftlichen Beirat begleitet. Die Autoren gehören verschiedenen Religionen und Konfessionen und Weltanschauungen an.

## Erscheinungsweise
Seit 2017 erscheint die Zeitschrift in fünf Ausgaben pro Jahr, die jeweils einem Schwerpunktthema gewidmet sind. Die einzelnen Hefte umfassen 80 Seiten. Ein Bild mit Interpretation sowie eine thematisch ausgerichtete Bildreihe, Rezensionen und verschiedene Rubriken sowie ein zweiter Schwerpunkt gliedern die einzelnen Hefte. Neben der im Abonnement und als Einzelheft zugänglichen Print-Ausgabe gibt es seit 2018 eine Online-Ausgabe. Hier werden ausgewählte Artikel auch open access veröffentlicht und mit weiterführenden Materialien zum Download ergänzt.

## Schriftleitung
Schriftleiter der Katechetischen Blätter waren bzw. sind:
- Franz Walk (1875–1901)
- Anton Weber (1902–1908)
- Josef Göttler und Heinrich Stieglitz (1909–1920)
- Josef Göttler (1921–1930)
- Georg Kilfinger und Karl Schrems (1931–1933)
- Karl Schrems (1933–1944)
- Josef Goldbrunner (1946–1964)
- Alois Zenner (1965–1980)[9]
- Günther Lange (1981–1985)
- Wilhelm Albrecht (1996–2007)
- Helga Kohler-Spiegel (2008–2013)
- Rita Burrichter (2014–2024)
- Helena Stockinger, Eva Stögbauer-Elsner und Johannes Heger (seit 2025)

Schriftleiter des Jugendseelsorgers waren:
- Ludwig Wolker (1950–1955)
- Willy Bokler (1956–1961)
- Alfons Wimmer (1962–1965)
- Hubertus Halbfas (1965–1970)
- Ludger Zinke (1971–1975)